# Chera (Valencia)
Chera es un municipio de la Comunidad Valenciana, España, perteneciente a la provincia de Valencia e integrado en la comarca de Requena-Utiel, aunque históricamente enclavado en la comarca de La Serranía. Está situado a 18 km de Requena, en el interior de la provincia de Valencia, y a menos de una hora de Valencia capital. Cuenta con una población de 491 habitantes (INE 2024). Se trata de un municipio donde se habla principalmente español y valenciano. El pueblo se encuentra dentro de una fosa tectónica formada hace 65 millones de años y se encuentra rodeado de abruptas montañas. Las actividades principales que se desarrollan en la localidad son el turismo rural y la agricultura de montaña, destacando el cultivo de almendros y olivos.
Es sede del Parque natural de Chera-Sot de Chera, también del primer parque geológico de la Comunidad Valenciana y uno de los tres existentes en España.

## Geografía
La superficie del término es muy abrupta y montañosa, con alturas superiores a los mil cien metros. El punto más alto del término de la localidad es el Alto de Cinco Pinos, con una altitud de 1176 m s. n. m.
A la entrada del desfiladero de Tormagal está la presa del embalse de Buseo, que ocupa el valle del mismo nombre sobre el río Reatillo, que aguas abajo, desde el nacimiento de las Fuentes, cambia de nombre y se conoce como río de Sot. Numerosos barrancos drenan el término, algunos con curso permanente de agua, como el de la Hoz y otros de aguas temporales: Ropé, Agua, Ermita, Umbría de la Viña, Palancar, Burgal y Covarchuelo.
Hay gran cantidad de hectáreas pobladas de pinos, enebros, romeros y esparto, abundando en ellas la caza menor y los jabalís.

### Localidades limítrofes
Loriguilla, Sot de Chera, Gestalgar, Siete Aguas y Requena todas de la provincia de Valencia.

### Comunicaciones
Para llegar a Chera en coche, cogemos la salida 289 de la autovía A3 y después la carretera CV-395 hacia Chera. Para ver otros medios de transporte con los que llegar a Chera (tren, AVE, autobús), picha en este enlace.

## Historia
Los yacimientos hallados en el territorio confirman la presencia de humanos en Chera desde el año 6000 antes de cristo. Los diferentes pobladores que habitaron la zona fueron constituyendo poblados y alquerías dedicadas a la agricultura, que quedaron protegidos por el castillo de Chera, construido por los almorávides en el S. XII.
En 1238 pasó a pertenecer al Reino de Valencia situándose en la frontera con el Reino de Castilla. Jaime I donó en 1238 el Señorío de Chera y Sot de Chera a Hurtado de Liori, cuyos descendientes ejercieron la jurisdicción hasta el siglo XIV. Por su situación, durante la guerra de las fronteras el castillo de Chera fue tomado por las tropas castellanas, que lo mantuvieron en su poder hasta que finalizó el conflicto en 1436.
Chera quedó despoblada tras la expulsión de los moriscos en 1525. En tales condiciones, Miguel Ángel de Mompalau compró el Señorío de Chera y Sot de Chera y lo vinculó a la Baronía de Gestalgar. Posteriormente, en 1540, otorgó Carta Blanca a 12 familias cristianas que se instalaron en Sot de Chera, quedando Chera bajo dependencia de Sot. En 1628, Felipe IV concede a Baltasar de Mompalau y Ferrer, el título de I conde de Gestalgar. Más tarde, conde de la Alcudia. En 1681, el anacoreta Vicente Jordá fundó la ermita de Chera, y a causa de esto se creó una Comunidad de ermitaños. Los capellanes de esta Comunidad permanecieron en el lugar hasta 1820, momento en el que los Padres Paúles ocuparon su lugar. En 1835, durante la amortización de Mendizábal, las posesiones de la ermita pasaron a manos del Estado, que las subastó y vendió a campesinos católicos. Estos nuevos pobladores habitaron las ruinas de los antiguos barrios moriscos, formando los barrios del actual pueblo. A finales del siglo XIX un judío madrileño (José Enríquez Juana) compró las haciendas de Gestalgar, Chera y Sot de Chera. Posteriormente las tierras cheranas fueron compradas por la familia Jordá de Requena y seis vecinos de Chera. Años más tarde, los tres hermanos Jordá también vendieron su propiedad quedando repartida entre 34 cheranos.
En 1841, Chera logró la independencia de Sot de Chera y formó su propio Ayuntamiento después de un largo proceso. En este momento, ambas localidades firmaron una Mancomunidad de Aprovechamientos Forestales que permaneció hasta el año 1943.

## Demografía
Chera (Valencia) cuenta con una población de 491 habitantes (INE 2024).
| Gráfica de evolución demográfica de Chera entre 1842 y 2021                                                         |
| |
| Población de derecho según los censos de población del INE Población de hecho según los censos de población del INE |

Los fines de semana y en épocas festivas, como Semana Santa o verano, llega incluso a cuadruplicar su población.

## Economía
Su economía se basa fundamentalmente en la agricultura. En el secano se cultivan almendros, olivos, vid y cereales. Los regadíos reciben aguas de los manantiales de la Ermita, los Olmos y Gabriel, y en ellos se cultivan maíz, patatas, cebollas y otras hortalizas. Se cría ganado lanar.
Destaca también el turismo de interior, que ha aumentado notablemente desde 2007.

## Administración y política
En Chera existen únicamente dos partidos políticos a los que votar en las elecciones municipales: el PP y el PSOE. Este último nunca gobernó en Chera tras la dictadura del General Francisco Franco, hasta las elecciones de 2007, donde el PSOE ganó unas por primera vez y, en las elecciones de 2011, la diferencia de votos del PSOE respecto al PP pasó a ser más del doble que en la de los comicios de 2007. En 2015, los socialistas ampliaron la mayoría absoluta, llegando a obtener por primera vez en la historia 5 concejales y la mayor diferencia de votos entre dos partidos en este municipio (133). En 2019, revalidaron los históricos datos de 2015 y se convirtieron en el primer partido en la historia de Chera en sacar 5 concejales en 2 legislaturas. En las elecciones municipales de 2023 el PSOE subió más de 5 puntos en porcentaje de votos, situándose en el 69,55 % y obteniendo por tercera legislatura consecutiva cinco concejales frente a los dos del PP, que por primera vez en la historia bajó de los 100 votos, quedándose con 94 frente a los 233 votos del Partido Socialista.
El número total de concejales que representan al pueblo en el ayuntamiento es de 7. Actualmente, el reparto de concejales es de 5 para el PSOE y 2 concejales para el PP, por tanto el alcalde es Alejandro Portero Igual, del PSOE.
| Cargo de Gobierno | Nombre y apellidos         | Área de Gobierno | Partido político | Toma de posesión    |
| ----------------- | -------------------------- | ---------------- | ---------------- | ------------------- |
| Alcalde           | Alejandro Portero Igual    | Por determinar   | PSOE             | 17 de junio de 2023 |
| Concejal          | Antonio Quintana Martínez  | Por determinar   | PSOE             | 17 de junio de 2023 |
| Concejala         | María Isabel Igual Cervera | Por determinar   | PSOE             | 17 de junio de 2023 |
| Concejal          | Manuel Gisbert Muñoz       | Por determinar   | PSOE             | 17 de junio de 2023 |
| Concejala         | Mari Luz Sánchez García    | Por determinar   | PSOE             | 17 de junio de 2023 |

| Periodo   | Nombre                   | Partido   |
| --------- | ------------------------ | --------- |
| 1979-1983 | Salvador García Martínez | IND       |
| 1983-1987 | Juan Martínez García     | AP        |
| 1987-1991 | Juan Martínez García     | AP        |
| 1991-1995 | Juan Martínez García     | PP        |
| 1995-1999 | Salvador Herrero Lacruz  | PP        |
| 1999-2003 | Salvador Herrero Lacruz  | PP        |
| 2003-2007 | Salvador Herrero Lacruz  | PP        |
| 2007-2011 | Alejandro Portero Igual  | PSPV-PSOE |
| 2011-2015 | Alejandro Portero Igual  | PSPV-PSOE |
| 2015-2019 | Alejandro Portero Igual  | PSPV-PSOE |
| 2019-2023 | Alejandro Portero Igual  | PSPV-PSOE |
| 2023-act. | Alejandro Portero Igual  | PSPV-PSOE |

## Cultura

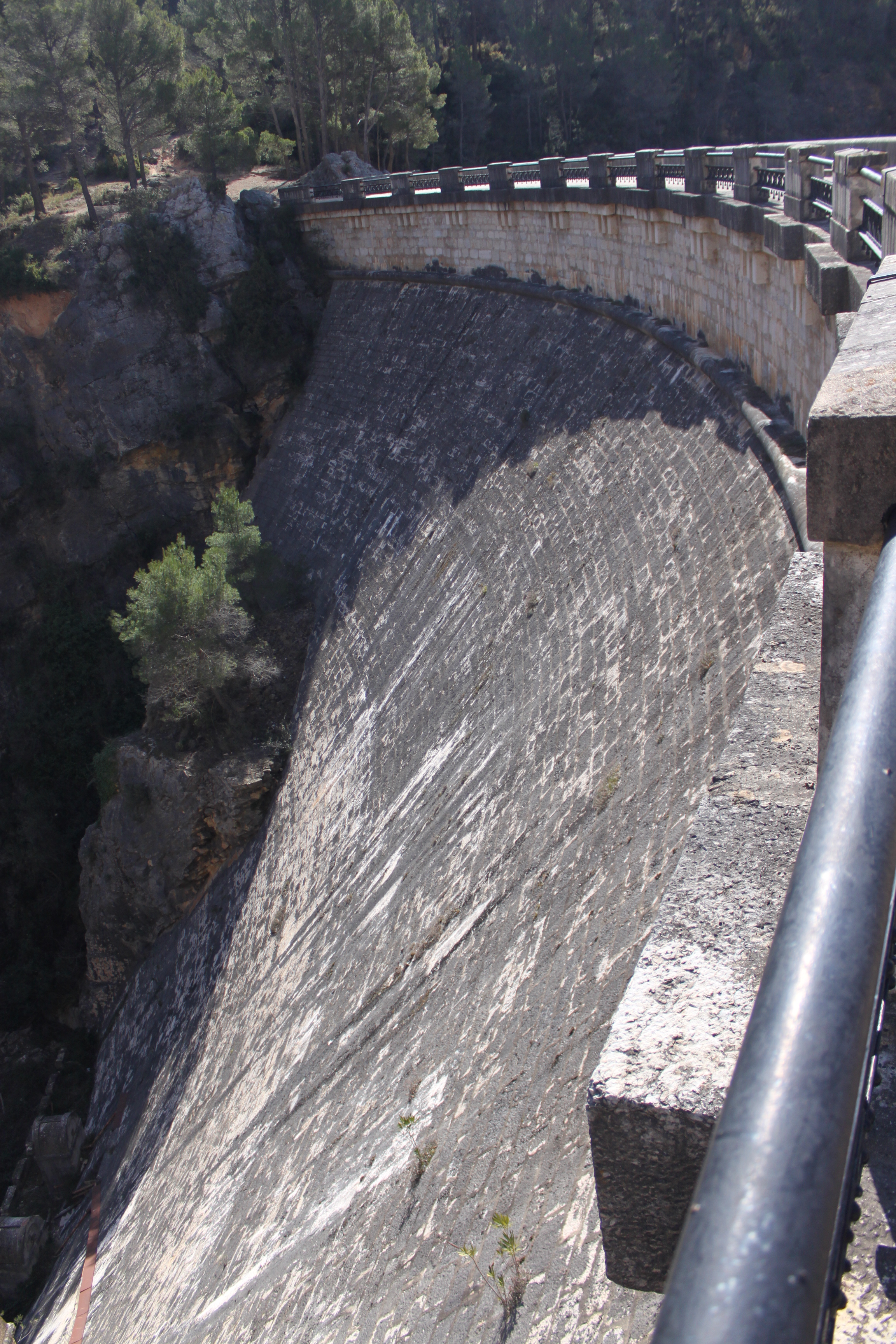
Presa del embalse de Buseo

### Monumentos y lugares de interés
A pesar de ser un pueblo pequeño, Chera posee un gran número de monumentos y construcciones con características llamativas tanto para aquellos interesados en la historia como en la arquitectura o simplemente la cultura general.
Construido en el siglo XII, el Castillo de Chera o Xera, es uno de los monumentos más icónicos de la zona. Este fue construido por los almorávides y es la única fortaleza de planta rectangular y torres cuadradas en las esquinas construida en España por dicho grupo. La construcción está constituida por un tapial de argamasa y murallas dobles, y posee una torre central o del homenaje.
Otras construcciones a destacar son La casa del conde, la ermita de Chera y la iglesia de Chera. La primera, fue construida por la familia Mompalau (condes de Gestalgar), entre finales del siglo XVI y principios del XVII. Destaca principalmente por una cornisa labrada, sus ventanas con arco rebajado junto a unas dovelas y jambas de ladrillo. La ermita de Chera, por su parte, data de 1681 y muestra rastros de la arquitectura gótica, como un rosetón o los capiteles de sus columnas. Está constituida por una bóveda de medio cañón y lunetos ciegos, con dos capillas a cada lado. Posee una cornisa denticulada y un friso esgrafiado, un púlpito con tornavoz de madera y un coro con balaustrada. El edificio está decorado en tonos rosados y anaranjados y está dedicado a la virgen de los Ángeles. Por último, la iglesia de Chera, también fue dedicada a la misma virgen, aunque su construcción es mucho más reciente, ya que fue realizada en el siglo XIX, aunque fue restaurada recientemente. La iglesia, formada por una bóveda de medio cañón con tres capillas a cada lado, se ve iluminada por la luz solar gracias a sus vidrieras superiores. El punto más llamativo de dicha construcción es su torre campanario, compuesta por muros de piedra de tosca, un campanario con columnas jónicas y tres campanas, y un llamativo templete de ladrillo con pináculos piramidales.
Por último, también se puede destacar el embalse de Buseo, ubicado en el curso del río Reatillo, y las diversas construcciones rústicas que se encuentran en la zona. Estos pueden ser visitados a través de las diversas rutas de senderismo que se han establecido por la zona y que son uno de los principales atractivos turísticos del pueblo.

### Fiestas
Las fiestas patronales de Chera se celebran la primera semana de agosto, aunque los días religiosos son los que se dedican a la Virgen de los Ángeles, el 2 de agosto, y a San José, el 3 de agosto. No obstante, las fiestas comienzan días antes con la presentación de la Reina Mayor y la Reina Infantil que representarán al pueblo durante todas las fiestas. A su vez, ambas reinas estarán acompañadas por la Corte de Honor compuesta por festeros y festeras de diferentes edades.
El origen de estas fiestas es mucho más reciente de lo que se podría llegar a pensar. Si bien las fiestas patronales se llevan celebrando desde hace muchísimos años, fue en 1968 cuando se creó la primera comisión de fiestas en Chera. Esta fue una iniciativa de los jóvenes del pueblo, unidos en el “Club Juventud”. Fue esta misma comisión la que propuso la creación de una corte de honor y llevó a cabo la votación para elegir a la primera reina de Chera, puesto que ocupó Josefina Expósito.
Durante las fiestas, también se realizan actividades con un carácter más lúdico, que son muy esperadas por los niños cada año como la cabalgata de disfraces y las carrozas de las Reinas y festeras. Al finalizar estas últimas actividades se lleva a cabo el concurso de paellas. Estos días el pueblo se ve inundado con orquestas, discomoviles, pasacalles, procesiones, mercadillos y juegos para los niños.
Cada día de las fiestas se realizan competiciones deportivas, que van desde campeonatos de dominó, ajedrez o truc hasta el torneo de fútbol sala Memorial Vicente Gisbert. A finales de las fechas festivas, las Reinas realizan la entrega de premios que ponen fin oficialmente a las fiestas.
También se celebran las fiestas de los Quintos, el día 17 de enero (San Antón) y la fiesta de 'los mayos' el 30 de abril.

### Gastronomía
Dentro del apartado gastronómico, Chera destaca por unas materias primas de gran calidad. Esto se debe a una agricultura basada en los productos mediterráneos más comunes: el almendro, el olivo y la vid, junto a hortalizas y frutales, y una fuerte tradición colmenera aún vigente.
La gastronomía característica de Chera es la propia de la zona de interior, con platos como la olla cherana, el ajo arriero, las migas ruleras, las patatas a montón con huevos, y el cerdo y sus derivados. A su vez, como ya señalamos, son muy comunes las frutas y hortalizas o frutos secos, como las almendras y nueces, especialmente en verano.
Chera destaca también por sus dulces, normalmente realizados con la miel de la zona, como lo pueden ser las migas dulces, el turroncillo o el bollo con miel. Al mismo tiempo, también son característicos del pueblo los amantecaos, los rolletes de anís y las empanadillas de chocolate.

## Dana del 29 de octubre de 2024
La localidad de Chera se vio afectada por la DANA del 29 de octubre de 2024. Ese mismo día se registraron 399,2 mm de lluvia. Las fuertes precipitaciones provocaron una gran crecida en barrancos, sendas y en los ríos Sot y Reatillo. A causa de las precipitaciones, numerosas pistas forestales, senderos y equipamientos públicos quedaron dañados, y la presa de Buseo sufrió pequeños desperfectos. El desbordamiento del río Reatillo también provocó la destrucción del suministro eléctrico del municipio.